# Maison-Ponthieu
Maison-Ponthieu (picardisch: Moaison-Pontiu) ist eine nordfranzösische Gemeinde mit 285 Einwohnern (Stand 1. Januar 2022) im Département Somme in der Region Hauts-de-France. Die Gemeinde liegt im Arrondissement Abbeville und ist Teil der Communauté de communes Ponthieu-Marquenterre und des Kantons Rue.

## Geographie
Die Gemeinde am Fluss Fossé des Eaux-Sauvages, der zum Authie entwässert, liegt rund 13 Kilometer östlich von Crécy-en-Ponthieu und sieben Kilometer südwestlich von Auxi-le-Château. Das Gemeindegebiet gehört zum Regionalen Naturpark Baie de Somme Picardie Maritime.

## Toponymie und Geschichte
Die Grafen des Ponthieu besaßen ein Lusthaus am Ort, auf das der Ortsname zurückzuführen sein könnte. Einfälle spanischer Truppen führten 1647 zur Anlage der „muches“ (Souterrains). Der Turm der Kirche stürzte im Januar 2014 ein.

## Einwohner
| 1962 | 1968 | 1975 | 1982 | 1990 | 1999 | 2006 | 2011 |
| ---- | ---- | ---- | ---- | ---- | ---- | ---- | ---- |
| 397  | 348  | 301  | 252  | 273  | 278  | 277  | 275  |

## Sehenswürdigkeiten

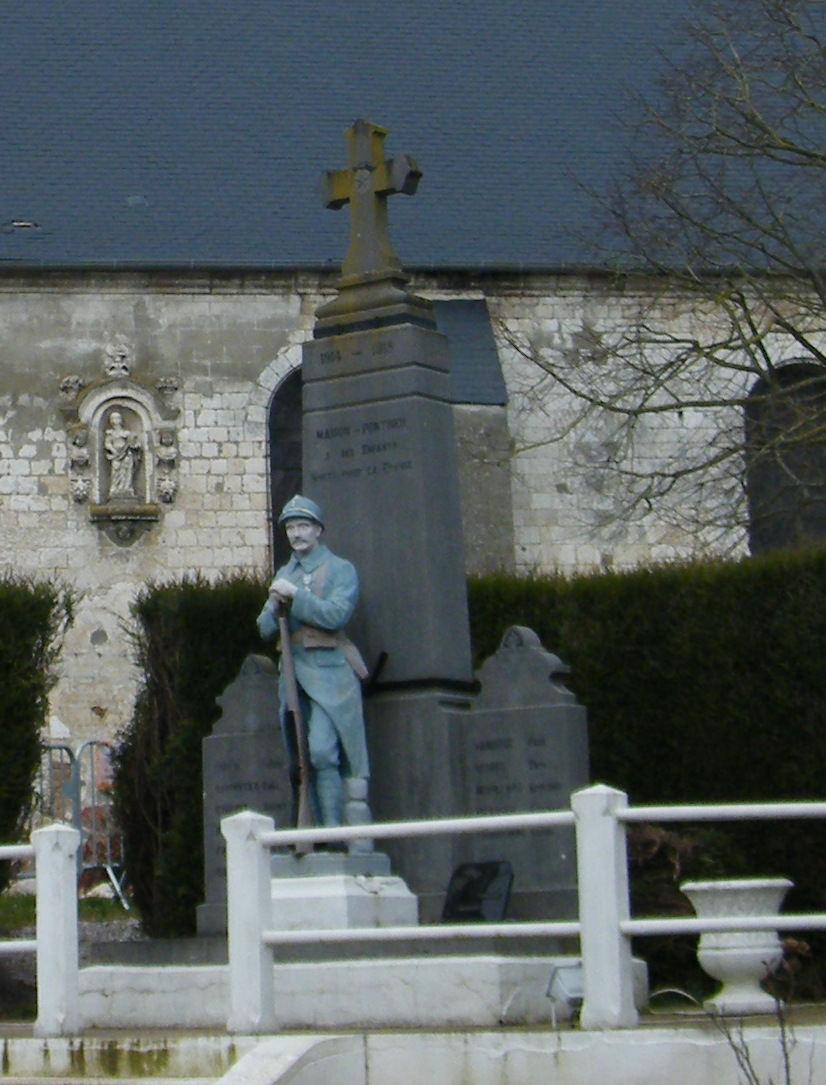
Kriegerdenkmal

- Mariä-Himmelfahrts-Kirche; ihr Turm, ein Wachtturm aus dem 16. Jahrhundert, im Januar 2014 eingestürzt[2]
- Kriegerdenkmal